# Dasychira
Dasychira és un gènere de lepidòpters ditrisis de la família dels erèbids (Erebidae), subfamília Lymantriinae.

## Taxonomia
Alguna espècies d'aquest gènere són:
- Dasychira abietis (Denis & Schiffermüller, 1775)
- Dasychira achatina Hering, 1926
- Dasychira acronyctina Schultze, 1934
- Dasychira aeana Collenette, 1931
- Dasychira aenotata Tams, 1930
- Dasychira aeschra (Hampson, 1926)
- Dasychira aethalodes Collenette, 1931
- Dasychira albescens Moore, 1879
- Dasychira albiapex Hering, 1926
- Dasychira albibasalis (Holland, 1893)
- Dasychira albicostata (Holland, 1893)
- Dasychira albilinea (Holland, 1893)
- Dasychira albilunulata (Karsch, 1895)
- Dasychira albinotata (Holland, 1893)
- Dasychira albiplaga Swinhoe, 1908
- Dasychira alboschistacea Rothschild, 1915
- Dasychira albosignata Holland, 1893
- Dasychira albospargata (Holland, 1893)
- Dasychira allotria Hering, 1926
- Dasychira amydropa Collenette, 1960
- Dasychira anaha Swinhoe, 1906
- Dasychira anasses Collenette, 1937
- Dasychira andulo Collenette, 1936
- Dasychira anoista Collenette, 1960
- Dasychira antica (Walker, 1855)
- Dasychira aphanes Collenette, 1938
- Dasychira aphanta Collenette, 1960
- Dasychira apicata (Holland, 1893)
- Dasychira aprepes Collenette, 1956
- Dasychira arctioides (Holland, 1893)
- Dasychira argiloides (Holland, 1893)
- Dasychira aridela 	Collenette, 1956
- Dasychira astraphaea Collenette, 1931
- Dasychira asvata 	Moore, 1859
- Dasychira azelota 	Collenette, 1933
- Dasychira atrivenosa (Palm, 1873)
- Dasychira basiflava (Packard, [1865])
- Dasychira celaenica Collenette, 1955
- Dasychira cinnamomea (Grote & Robinson, 1866)
- Dasychira dominickaria Ferguson, 1978
- Dasychira dorsipennata (Barnes & McDunnough, 1919)
- Dasychira griseata (Rothschild, 1915)
- Dasychira grisefacta (Dyar, 1911)
- Dasychira groetscheli Bryk, 1934
- Dasychira hadromeres Collenette, 1955
- Dasychira ibele Collenette, 1955
- Dasychira leucophaea (Smith, 1797)
- Dasychira manto (Strecker, 1900)
- Dasychira matheri Ferguson, 1978
- Dasychira meridionalis (Barnes & McDunnough, 1913)
- Dasychira mescalera Ferguson, 1978
- Dasychira nigrita (Rothschild, 1915)
- Dasychira obliquata (Grote & Robinson, 1866)
- Dasychira pinicola (Dyar, 1911)
- Dasychira plagiata (Walker, 1865)
- Dasychira plagosa Rothschild, 1915
- Dasychira rana Collenette, 1932
- Dasychira sagittiphora Hering, 1926
- Dasychira satelles Collenette, 1939
- Dasychira saussurei Dewitz, 1881
- Dasychira scaea Collenette, 1953
- Dasychira scotina Hering, 1926
- Dasychira scurra Hering, 1926
- Dasychira selene Schultze, 1934
- Dasychira selenitica (Esper, 1783)
- Dasychira semlikiensis Collenette, 1939
- Dasychira solida (Karsch, 1895)
- Dasychira sordida (Möschler, 1887)
- Dasychira soyensis Collenette, 1939
- Dasychira spargata Hering, 1926
- Dasychira sphalera Hering, 1926
- Dasychira sphaleroides Hering, 1926
- Dasychira statheuta Collenette, 1937
- Dasychira stegmanni Grünberg, 1910
- Dasychira striata 	(Holland, 1893)
- Dasychira strigidentata 	Bethune-Baker, 1911
- Dasychira stygis Collenette, 1936
- Dasychira styx Bethune-Baker, 1911
- Dasychira tephra Hübner, [1809]
- Dasychira vagans (Barnes & McDunnough, 1913)

## Galeria

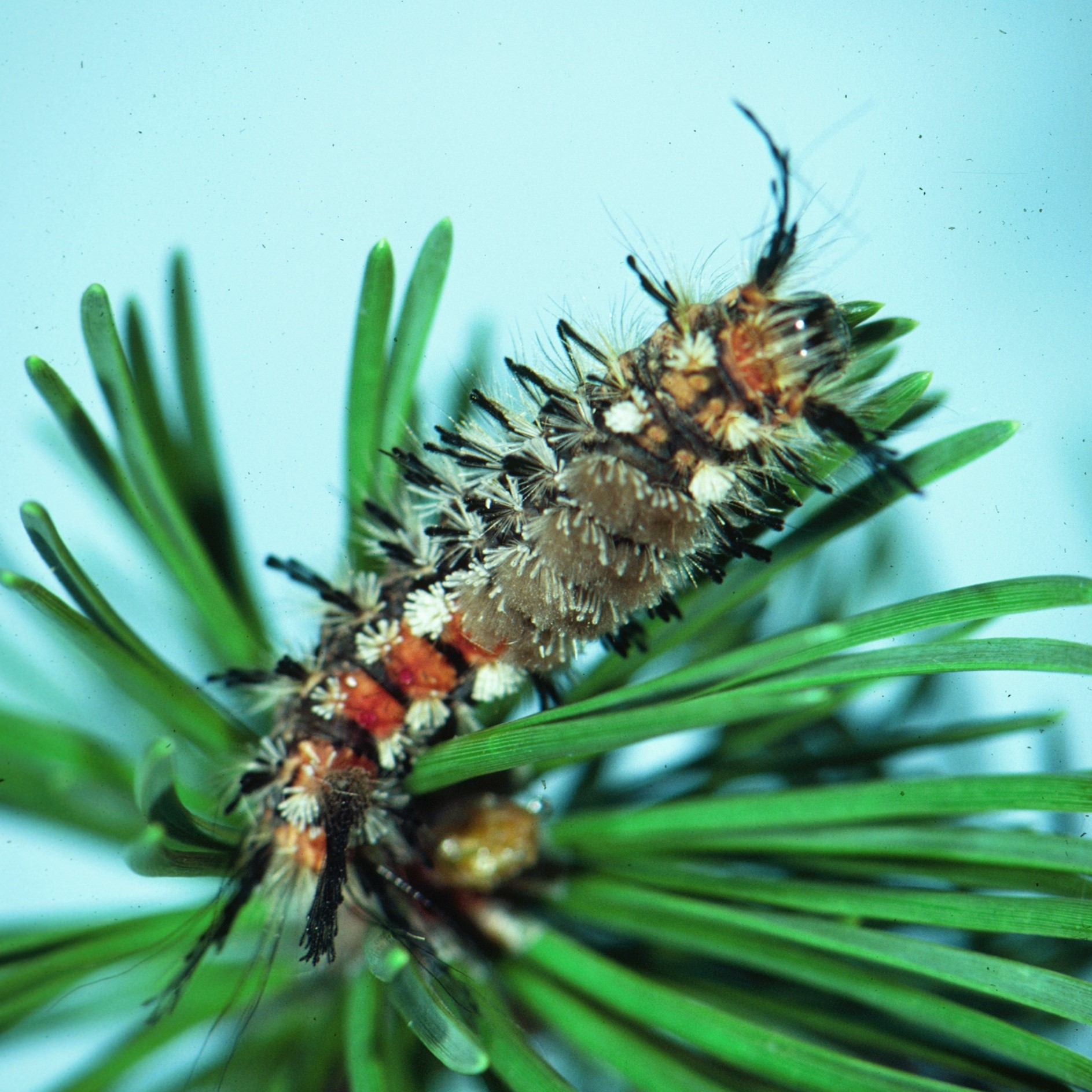
Dasychira pinicola larva
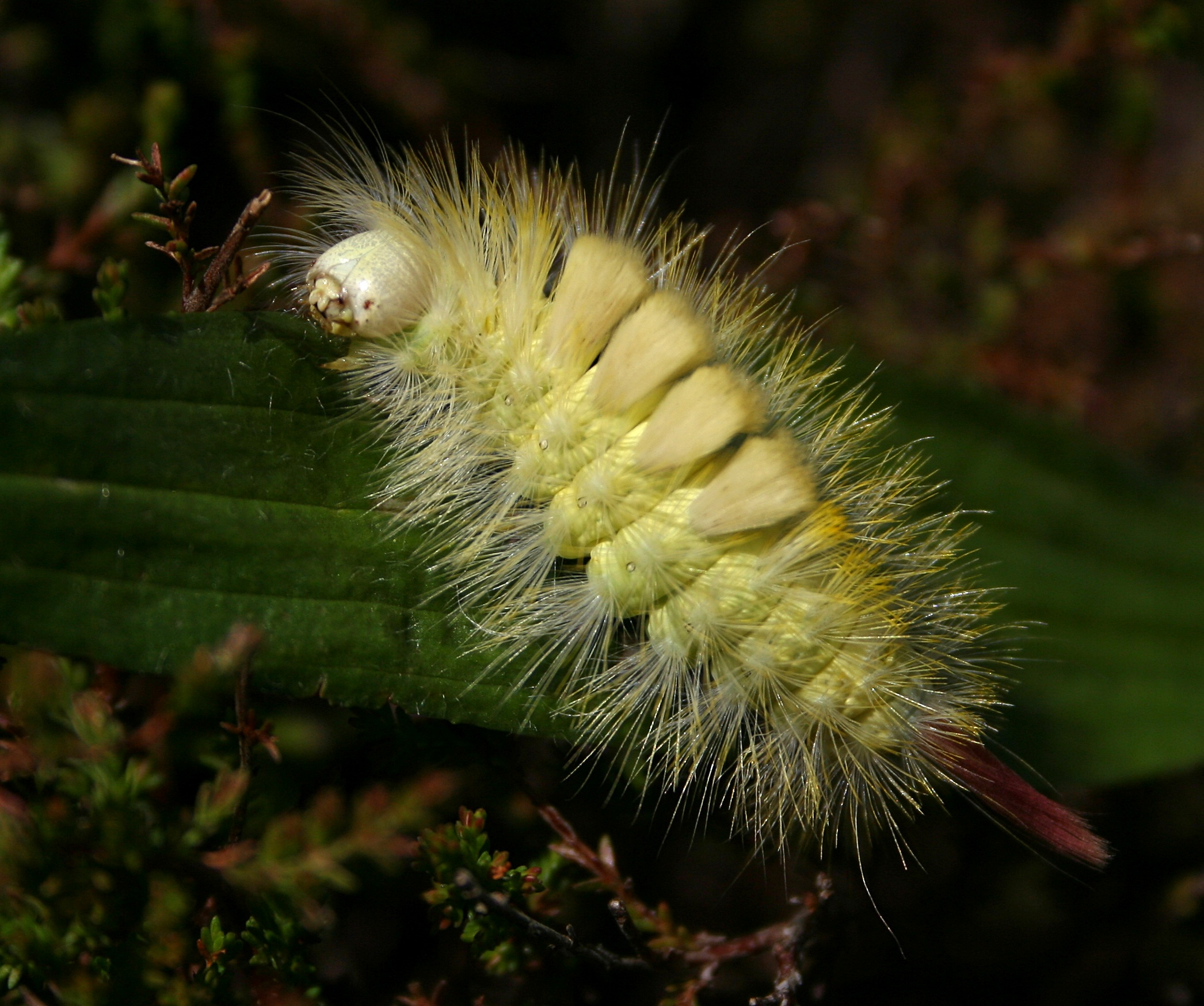
Dasychira pudibunda larva
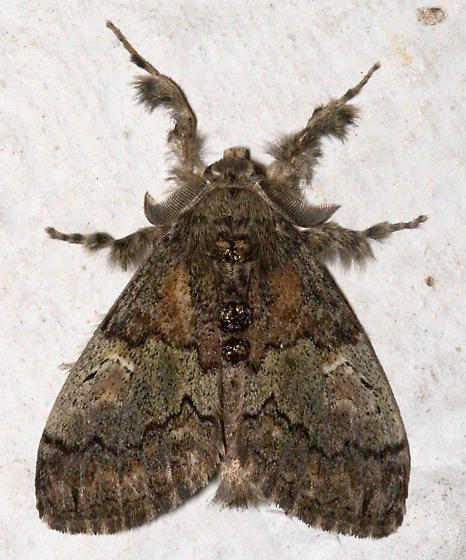
Dasychira basiflava
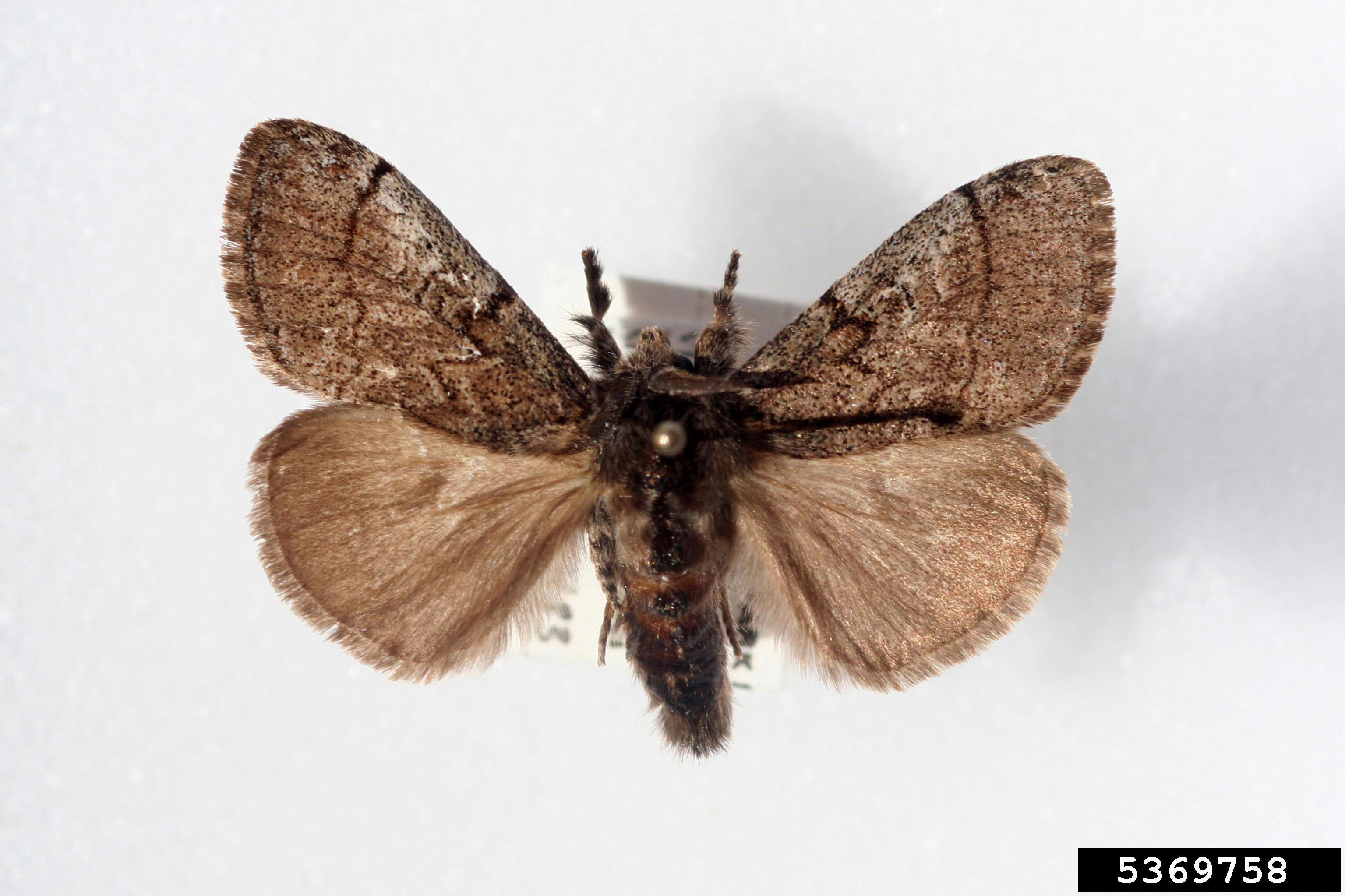
Dasychira mescalera
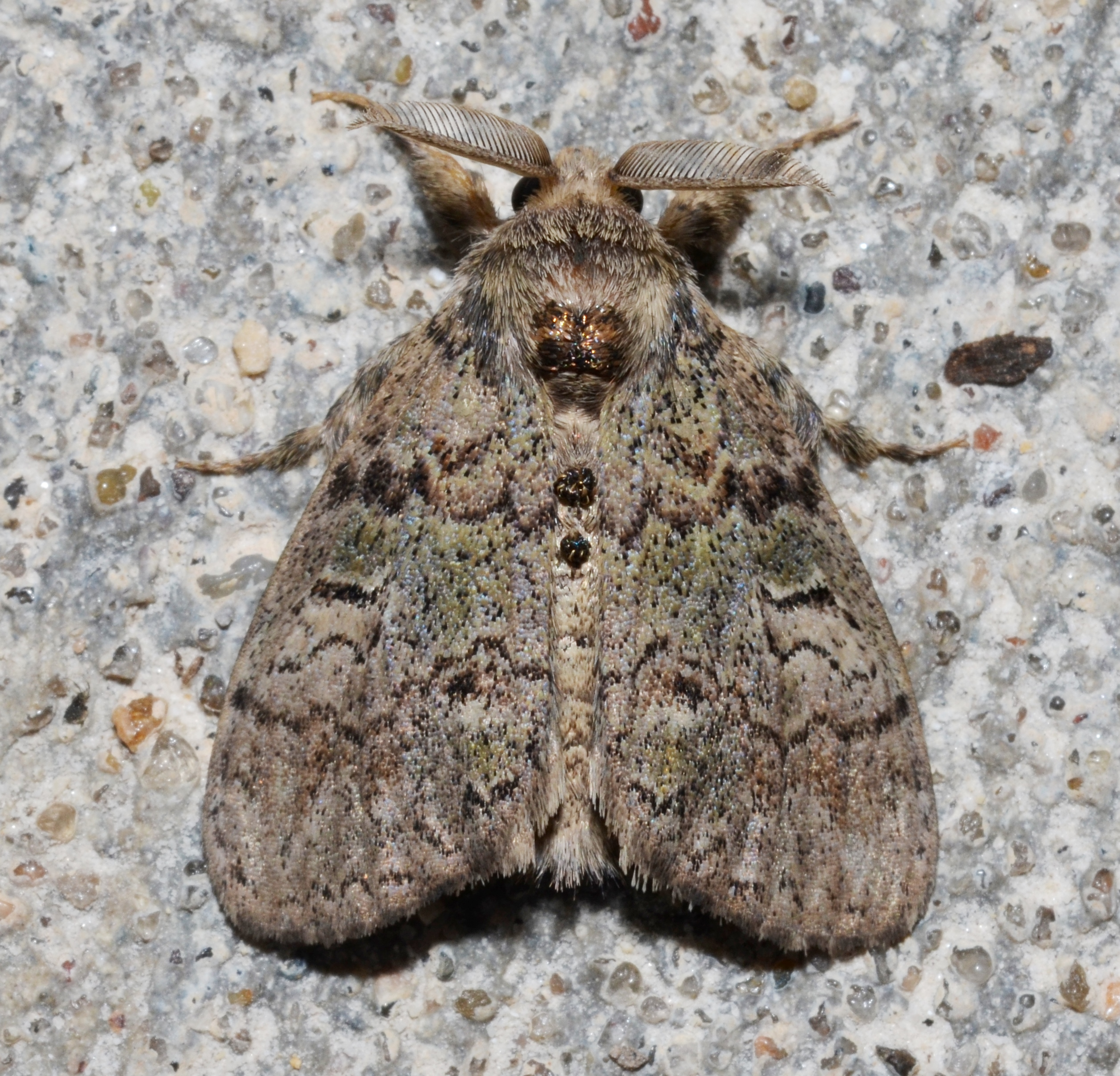
Dasychira vagans